# 다르시의 법칙
다르시의 법칙(Darcy's law)은 다공성 매질을 통과하는 유체의 흐름에 대하여 관찰을 통해 얻은 경험식으로부터 유도된 법칙이다. 모래 시료를 통과하는 물의 흐름을 실험한 앙리 다르시에 의해 제안되었다.

## 가정
1. 다공층을 구성하고 있는 물질의 특성이 균일하고 동질이다.
2. 대수층(aquifer) 내에 모관수대가 존재하지 않는다.
3. 흐름은 층류이다.

## 적용 조건
다르시의 법칙은 유속이 느린 점성 흐름에 대해서만 유효한데, 대부분의 지하수의 흐름에는 다르시의 법칙을 적용할 수 있다. 일반적으로 레이놀즈 수가 1보다 작은 흐름은 층류이고 다르시의 법칙을 적용할 수 있으며, 실험에 의하면 레이놀즈 수가 약 10 정도인 흐름까지도 다르시의 법칙을 적용할 수 있다.

## 설명

다르시의 법칙을 설명

다르시의 법칙은 다공성 매질을 통과하는 유체의 단위 시간당 유량과 유체의 점성, 유체가 흐르는 거리와 그에 따르는 압력 차이 사이의 비례 관계를 의미한다.
{\displaystyle Q=-K{\frac {p_{b}-p_{a}}{L}}A=KIA=vA}
유량 {\displaystyle Q} (단위는 [길이]3[시간]-1. 예: cm³/s)는 매질의 투과율(hydraulic permeability, 투수 계수, {\displaystyle K}), 물이 흐르는 매질의 내부 단면적({\displaystyle A})과 유체가 흐르는 두 점간 압력 차이({\displaystyle p_{b}-p_{a}} 혹은 수두 차이)의 곱을 유체가 흐르는 길이({\displaystyle L})로 나눈 것과 같다. I는 동수경사이다. 음의 기호는 압력이 낮아지는 방향으로 유체가 흐른다는 것을 의미한다. 여기서 투수계수는 유체의 점성, 매질의 특성(흙 입자의 크기(유효입경)와 모양, 배열 상태, 포화도, 간극비 등)과 관련되어 정해지는 값이다.

## 흙에서의 실제 유속
흙 시료에 다르시의 법칙을 적용한다고 할 때, 단면적 A는 흙 시료 전체 단면적이므로 이를 통해 계산한 유속 v는 실제 유속 va(침윤속도라고도 함)와 다르다. 왜냐하면 실제로 흙 시료에서 물이 흐르는 단면적은 공극만큼의 단면적 Av이기 때문이다. 이는 연속 방정식에 의해 {\displaystyle Q=Av=A_{v}v_{a}}로 나타낼 수 있다.
공극률 n과 공극비 e로 실제 유속 va를 나타낼 수도 있다. 공극률 {\displaystyle n={\frac {V_{v}}{V}}={\frac {A_{v}}{A}}}이고, {\displaystyle A_{v}=nA}이므로,
{\displaystyle v_{a}={\frac {v}{n}}={\frac {v}{\frac {e}{1+e}}}={\frac {1+e}{e}}v}

## 같이 보기
- 수문지질학
- 수학적 모델

## 참고 문헌
- 장병욱; 전우정; 송창섭; 유찬; 임성훈; 김용성 (2010). 《토질역학》. 구미서관. 91-95쪽. ISBN 978-89-8225-697-4.
- 이재수 (2018). 《수문학》 2판. 구미서관. ISBN 9788982252914.
- Amin F. Zarandi, Krishna M. Pillai, Adam S. Kimmel, "Spontaneous imbibition of liquids in glass-fiber wicks. Part I: Usefulness of a sharp-front approach". American Institute of Chemical Engineers AIChE Journal. 63: 294–305, 2018. DOI: 10.1002/aic.15965